# Nina Christen
Nina Christen (Stans, 7 de febrero de 1994) es una deportista suiza que compite en tiro, en la modalidad de rifle.
Participó en tres Juegos Olímpicos de Verano, entre los años 2016 y 2024, obteniendo dos medallas en Tokio 2020, oro en la prueba de rifle en tres posiciones 50 m y bronce en rifle de aire 10 m, y el sexto lugar en Río de Janeiro 2016, en la prueba de rifle en tres posiciones 50 m.
En los Juegos Europeos consiguió cuatro medallas, dos en Minsk 2019, oro en rifle en posición tendida 50 m mixto y plata en rifle 10 m, y dos de oro en Cracovia 2023, en rifle 10 m y rifle 3 posiciones 50 m mixto.
Ganó tres medallas en el Campeonato Europeo de Tiro, en los años 2019 y 2024.
Fue la abanderada de Suiza en la ceremonia de apertura de los Juegos Olímpicos de París 2024 junto con el ciclista Nino Schurter.

## Palmarés internacional
| Juegos Olímpicos   | Juegos Olímpicos    | Juegos Olímpicos  | Juegos Olímpicos              |
| Año                | Lugar               | Medalla           | Prueba                        |
| ------------------ | ------------------- | ----------------- | ----------------------------- |
| 2020               | Tokio (Japón)       | Medalla de oro    | Rifle 3 posiciones 50 m       |
| 2020               | Tokio (Japón)       | Medalla de bronce | Rifle 10 m                    |
| Juegos Europeos    |                     |                   |                               |
| Año                | Lugar               | Medalla           | Prueba                        |
| 2019               | Minsk (Bielorrusia) | Medalla de oro    | Rifle pos. tendida 50 m mixto |
| 2019               | Minsk (Bielorrusia) | Medalla de plata  | Rifle 10 m                    |
| 2023               | Breslavia (Polonia) | Medalla de oro    | Rifle 10 m                    |
| 2023               | Breslavia (Polonia) | Medalla de oro    | Rifle 3 posiciones 50 m mixto |
| Campeonato Europeo |                     |                   |                               |
| Año                | Lugar               | Medalla           | Prueba                        |
| 2019               | Osijek (Croacia)    | Medalla de plata  | Rifle 10 m                    |
| 2019               | Lonato (Italia)     | Medalla de oro    | Rifle 3 posiciones 50 m       |
| 2024               | Osijek (Croacia)    | Medalla de bronce | Rifle 3 posiciones 50 m mixto |